# Санкт-Якоб (стадіон)
Стадіон «Санкт-Якоб» (нім. St. Jakob-Stadion, фр. Stade Saint-Jacques) — колишній футбольний стадіон у Базелі, що був побудований до чемпіонату світу з футболу 1954 року і існував до 1998 року. Весь цей час стадіон був домашньою ареною «Базеля», а також на цьому пройшло шість матчі чемпіонату світу та чотири фінали Кубка володарів Кубків
1998 року стадіон був зруйнований для будівництва на його місці нового «Санкт-Якоб Парка».

## Історія
Старий стадіон було збудовано протягом одного року та відкрито 24 квітня 1954 року до Чемпіонату світу з футболу 1954. Офіційно стадіон вміщував 54 828 глядачів. Під час чемпіонату на його трибунах збиралося до 65 000 глядачів (груповий матч Німеччина—Угорщина, найбільша відвідуваність стадіону в усій Швейцарії). Після чемпіонату на стадіоні проводив свої домашні матчі «Базель». Також стадіон чотири рази приймав фінали єврокубків, у тому числі й фінал Кубок володарів Кубків 1975 року, коли команда «Динамо» (Київ) уперше виграла європейський трофей. Після встановлення сидінь місткість стадіону знизилася до 38 600 глядачів. 
У 1998 році стадіон було закрито. Останній матч на стадіоні було зіграно 13 грудня 1998 року, в якому «Базель» приймав «Лугано».

## Важливі матчі
Матчі Чемпіонату світу з футболу 1954:
| Дата      | Матч                | Рахунок  | Раунд           | Глядачі |
| --------- | ------------------- | -------- | --------------- | ------- |
| 17 червня | Англія — Бельгія    | 4:4 д.ч. | Матч групи 4    | 40 000  |
| 19 червня | Уругвай — Шотландія | 7:0      | Матч групи 3    | 43 000  |
| 20 червня | Угорщина — ФРН      | 8:3      | Матч групи 2    | 65 000  |
| 23 червня | Швейцарія — Італія  | 4:1      | Плей-оф групи 4 | 30 000  |
| 26 червня | Уругвай — Англія    | 4:2      | 1/4 фіналу      | 35 000  |
| 30 червня | ФРН — Австрія       | 6:1      | Півфінал        | 58 000  |

Фінали єврокубків:
| Дата           | Матч                                              | Рахунок | Турнір                           | Глядачі |
| -------------- | ------------------------------------------------- | ------- | -------------------------------- | ------- |
| 21 травня 1969 | «Слован» (Братислава) — «Барселона» (Барселона)   | 3:2     | Кубок володарів кубків 1968—1969 | 19 000  |
| 14 травня 1975 | «Динамо» (Київ) — «Ференцварош» (Будапешт)        | 3:0     | Кубок володарів кубків 1974—1975 | 13 000  |
| 16 травня 1979 | «Барселона» (Барселона) — «Фортуна» (Дюссельдорф) | 4:3     | Кубок володарів кубків 1978—1979 | 58 000  |
| 16 травня 1984 | «Ювентус» (Турин) — «Порту» (Порту)               | 2:1     | Кубок володарів кубків 1982—1983 | 60 000  |